# Attleboro (Massachusetts)
Attleboro es una ciudad ubicada en el condado de Bristol en el estado estadounidense de Massachusetts. En el Censo de 2010 tenía una población de 43 593 habitantes y una densidad poblacional de 605,31 personas por km².

## Geografía
Attleboro se encuentra ubicada en las coordenadas 41°55′54″N 71°17′40″O / 41.93167, -71.29444. Según la Oficina del Censo de los Estados Unidos, Attleboro tiene una superficie total de 72,02 km², de la cual 69,43 km² corresponden a tierra firme y (3,59%) 2,58 km² es agua.

## Demografía
Según el censo de 2010, había 43 593 personas residiendo en Attleboro. La densidad de población era de 605,31 hab./km². De los 43 593 habitantes, Attleboro estaba compuesto por el 87,11% blancos, el 2,98% eran afroamericanos, el 0,22% eran amerindios, el 4,54% eran asiáticos, el 0,09% eran isleños del Pacífico, el 2,83% eran de otras razas y el 2,23% pertenecían a dos o más razas. Del total de la población el 6,34% eran hispanos o latinos de cualquier raza.